# Carrigaline
Carrigaline (forma anglicizzata) o Carraig Uí Leighin (in irlandese, lett. "roccia di Ó Leighin") è una cittadina costiera della Contea di Cork, in Irlanda. È situata nei dintorni del capoluogo Cork, 7 miglia a Sud-Ovest del centro cittadino e a 10 minuti in auto dall'aeroporto.
La sua popolazione attuale è di circa 16 000 persone, con un incremento annuale di 400 unità, grazie alle nuove nascite ed ai trasferimenti - dalle zone limitrofe quanto dall'estero (Italia compresa)- di famiglie in cerca di tranquillità.
Dal 1986 Carrigaline è gemellata con Guidel (Bretagna, Francia): tale iniziativa porta ad annuali scambi culturali di studenti e adulti.
La cittadina, spesso chiamata genericamente "the village" - ossia "il paese, il villaggio" - è attraversata proprio nel suo nucleo centrale dal fiume Owenabue, che si apre verso la West Cork.

## Amministrazione

### Gemellaggi
- Guidel